# Xã Fairview, Quận Mercer, Pennsylvania
Xã Fairview (tiếng Anh: Fairview Township) là một xã thuộc quận Mercer, tiểu bang Pennsylvania, Hoa Kỳ. Năm 2010, dân số của xã này là 1.085 người.